# 谷晃 (農学者)
谷 晃（たに あきら、1965年8月20日 - ）は、日本の農学者・環境学者（植物大気学・大気環境学・農業環境工学・生態工学・農業気象学）。学位は、博士（農学）（大阪府立大学・1996年）。静岡県立大学食品栄養科学部・大学院食品栄養環境科学研究院教授。

## 来歴

### 生い立ち
1965年生まれ。大阪府立大学農学部農業工業科卒業。1991年、同大学院農学研究科農業工学専攻博士課程中退。1996年に大阪府立大学より博士（農学）の学位を取得。論文の題は「閉鎖生態系生命維持システム(CELSS)における植物生産施設内の微量物質、特にエチレンの収支に関する研究」。

### 研究者として
1991年、母校である大阪府立大学に採用され、農学部の助手として勤務した。1997年、東海大学に転じ、開発工学部の生物工学科にて講師に就任した。以来、東海大学にて勤務を続け、2005年には開発工学部の生物工学科の助教授に昇任した。また、東海大学での勤務の傍ら、イギリスのランカスター大学にて環境科学部の客員研究員を2001年から2002年まで兼務した。2007年、静岡県立大学に転じ、環境科学研究所の准教授に就任し、植物環境研究室を担当した。また、静岡県立大学の大学院においては、生活健康科学研究科にて環境物質科学専攻の准教授を兼務した。環境物質科学専攻では、地域・地球環境学コースを担当した。2012年、生活健康科学研究科が薬学研究科と統合され、2研究院1学府に再編されたことに伴い、新設された食品栄養環境科学研究院の准教授を兼務することとなった。2014年、静岡県立大学の環境科学研究所が発展的に改組され、大学院の食品栄養環境科学研究院に附属食品環境研究センターが新設されるとともに、食品栄養科学部に環境生命科学科が新設された。それにともない、同年4月に食品栄養科学部の准教授に転じ、こちらが本務となった。なお、大学院においては、食品栄養環境科学研究院の准教授も引き続き兼務した。2015年4月、静岡県立大学の食品栄養科学部にて教授に昇任した。なお、大学院においては、食品栄養環境科学研究院の教授を兼務した。

## 研究

イソプレン（左上）、リモネン（上中）、ファルネソール（上右）、ビタミンA（下）

大阪府立大学大学院の農学研究科出身であることからもわかるように、専攻は農学であるが、環境学とのかかわりの深い学際的な分野を中心に研究している。具体的には、植物大気学、大気環境学、農業環境工学、生態工学、農業気象学、といった分野を専門としている。特に、植物と環境に纏わる研究を手がけている。
植物の二次代謝物であるテルペンの放出についての研究が知られている。また、植物を自然環境の保全やヒトの暮らしに役立てる研究を進めている。たとえば、植物による有害ガスの吸収についての研究も行っており、その知見を基に大気環境の浄化への応用を模索している。さらに、植物工場や環境保全型農業に関する技術開発などにも取り組んでいる。
谷が所属する研究室では、植物のテルペン放出に関する研究や植物の有害ガス吸収に関する研究について「成果が多く出ており，日本においては独自性が高い研究」だと説明している。特に植物の有害ガス吸収作用を生かした環境浄化について「世界的にも類似研究がほとんどなく，今後の成果が期待されます」と述べている。
2016年12月には、教員活動評価において業績が優秀と認められ静岡県立大学学長表彰を受けた。2017年3月29日には、「揮発性有機化合物（VOC）測定手法の確立と植物によるVOC放出・吸収過程に及ぼす微気象要因の解明」での業績が評価され、日本農業気象学会学術賞が授与された。

## 人物
2014年に気象予報士の資格を取得した。

## 略歴
- 1965年 - 誕生。
- 1991年 - 大阪府立大学大学院農学研究科博士課程中途退学。
- 1991年 - 大阪府立大学農学部助手。
- 1997年 - 東海大学開発工学部講師。
- 2001年 - ランカスター大学環境科学部客員研究員。
- 2005年 - 東海大学開発工学部助教授。
- 2007年 - 静岡県立大学環境科学研究所准教授。
- 2007年 - 静岡県立大学大学院生活健康科学研究科准教授。
- 2012年 - 静岡県立大学大学院食品栄養環境科学研究院准教授。
- 2014年 - 静岡県立大学食品栄養科学部准教授。
- 2015年 - 静岡県立大学食品栄養科学部教授。
- 2015年 - 静岡県立大学大学院食品栄養環境科学研究院教授。

## 賞歴
- 2016年 - 静岡県立大学学長表彰。
- 2017年 - 日本農業気象学会学術賞。

## 著作

### 共著
- 日本生物環境調節学会編『生物環境調節ハンドブック』新版、養賢堂、1995年。ISBN 9784842595146
- Eiji Goto, et al., Plant Production in Closed Ecosystems, Kluwer Academic, 1997. ISBN 9780792344179
- 文字信貴ほか編『農学・生態学のための気象環境学』丸善、1997年。ISBN 9784621043516
- 高辻正基編『植物工場ハンドブック』東海大学出版会、1997年。ISBN 9784486014164
- 東北大学遺伝生態研究センター編『植物と紫外線UVB』東北大学遺伝生態研究センター、2000年。

### 論文
- 谷晃稿「植物と大気の微量気体交換に関する生態工学的研究」『Eco-engineering――生態工学』19巻4号、生態工学会、2007年10月31日、267-271頁。
- 奥村智憲ほか稿「ヒノキ葉から放出されるモノテルペンの日変化と季節変化」『Eco-engineering――生態工学』20巻2号、生態工学会、2008年4月30日、89-95頁。
- 奥村智憲ほか稿「落葉広葉樹林におけるコナラのイソプレン放出特性」『農業気象』64巻2号、日本農業気象学会、2008年6月10日、49-60頁。
- 谷晃稿「3C0942低分子アルデヒドとケトンの観葉植物による吸収評価――PTR-MSを用いた低濃度測定結果のまとめ」『大気環境学会年会講演要旨集』50号、大気環境学会、2009年8月20日、481頁。
- 谷晃稿「コナラ属樹木によるテルペン類の放出」『大気環境学会誌』44巻6号、大気環境学会、2009年12月10日、350-351頁。